# سیارک ۱۳۳۵۰
سیارک ۱۳۳۵۰ (به انگلیسی: 13350 Gmelin، نامگذاری:1998ST144) سیزده هزار و سیصد و پنجاهمین سیارک کشف شده‌است که در ۲۰ سپتامبر ۱۹۹۸ کشف شد.
قدر مطلق سیارک برابر ۳۳.۸ است.